# 富田一色
富田一色（とみだいしき）は、三重県四日市市北部の富洲原地区の3地区（富田一色地区・天ヶ須賀地区・松原地区）の1つ。
明治時代の近代化による市町村制度が導入される近世以前は朝明郡富田六郷所属の富田一色村であった。その後は町村制の施行で富洲原村の一部となり、朝明郡（三重郡）富洲原村大字富田一色（富田一色区（区長は生川平三郎））から三重郡富洲原町大字富田一色となり、四日市市に合併した後は市北部の富洲原地区に所属している。

## 地区範囲
- 富田一色町
- 富双2丁目
- 富州原町の一部（富田一色地区の甚五兵衛町自治会と四日市市立富洲原小学校の敷地）

以上の区域により、富田一色地区連合自治会を構成している。

## 概要
富田から分離した新開地が地名の由来である。東富田村の枝郷であった。富田一色港があり廻船業者が多く、八風街道が開通していて海上交通と陸上交通が発達していた。富田一色は東は伊勢湾方面の富洲原港で西側は塩役運河の出島状態であった。農業が発達した事から、宝暦6年（1756年）に富田一色から保々村の畜産業が盛んな地域の小牧朝明村地域に富田の焼き蛤などを流通させる富田一色海運橋が整備された。1894年（明治27年）及び1932年（昭和7年）に架け替え改修工事があった。大正時代に東洋紡績が操業を開始して人口が急増した。富田一色郵便局付近の西元町商店街など松原地区への商業進出が盛んな地域である。令和初期までに老人福祉センターの高齢者施設が建設されて、老人共同体が構成されている。

### 自治会
江戸時代の桑名藩領朝明郡富田六郷富田一色村の時代の町割りは、旭町・港町・北町・南町・堺町・中町・北條・南條・本町・寺町・八間家町・山ノ神町・大黒町・夷町・布袋町・弁天町・江戸町・豊富町であった。大正時代の三重郡富洲原町時代の町割りでは富田一色地区は以下の自治会となった。
富田一色地区の北部（北条と呼ばれていた）
1. 旭町自治会
2. 港町自治会
3. 北町自治会
4. 七軒町自治会
5. 本町自治会
6. 中町自治会
7. 広小路町大通りの広小路自治会

富田一色地区の中部（中条と呼ばれていた）
1. 寺町自治会
2. 新町自治会
3. 南町自治会
4. 堺町自治会
5. 八軒町自治会

富田一色地区の南部（南条と呼ばれていた）
1. 蛭子町自治会
2. 大黒町自治会
3. 布袋町自治会
4. 弁天町自治会
5. 江戸町自治会
6. 豊富町第1区自治会
7. 豊富町第2区自治会

#### 飛び地
1. 四日市市富州原町に立地する甚五兵衛町自治会

かつての富田一色地区の植民地地域の飛び地
1. 松原茶の水
2. 松原平町
3. 松原塩役
4. 松原松ヶ枝
5. 東富田代官町
6. 善太新田（天ヶ須賀住吉町地域の運河沿いの新田）

#### 埋め立て地
伊勢湾沿いの松ヶ浦海水浴場を埋め立てた
1. 富双2丁目

- 以上の20自治会と富双2丁目で構成される。
- 各町名（通称町名）は江戸期と大正期に命名されて伊藤平治郎や生川平三郎や2代目平田佐次郎・平田佐矩親子など三重郡富洲原町の政治家が近代化のために自治会制度を創設した。
- 富田一色の自治会名で縁起を担いだ自治会がある。

1. 蛭子町自治会は七福神の蛭子
2. 大黒町自治会は七福神の大黒
3. 布袋町自治会は七福神の布袋
4. 弁天町の弁天は七福神から由来する。

- 松原地区から大字富田一色があった。富田一色地区出身の伊藤甚五兵衛が松原地区の土地を買収した。伊藤甚五兵衛からの人名で命名して富田一色甚五兵衛町として松原地区から富田一色地区に編入して、富洲原町の中心部である好条件の土地に1916年（大正5年）に富洲原尋常高等小学校を建設する。

### 郵便番号
- 富田一色町 (510-8004)
- 富双 (510-8005)
- 富州原町甚五兵衛町自治会 (510-8016)

## 富田一色の歴史（沿革）

### 近世期
- 1594年（文禄3年）- 富田一色に一寺の龍泉寺が建立される。
- 1639年（寛永16年）- 富田一色大火が発生する。その後山の神町を取り壊して広小路通りを創設する。
- 1882年（文政6年）- 富田一色の陣屋河岸の塩役運河から米の輸送が盛んとなる。
- 1838年（天保9年）- 八風街道が改修される。
- 1860年（万延元年）- 飛鳥神社の拝殿が造営される。

### 近代期（大日本帝国時代）
- 1876年（明治9年）- 一色学校が開校する。
- 1902年（明治35年）- 富田一色郵便局が開設される。旧愛知銀行（後の東海銀行）富田一色支店が開設される。
- 1904年/1905年（明治37年/明治38年）- 日露戦争で7名の戦死者（勧浄寺に明治三十七八年没戦死者彰忠碑がある）

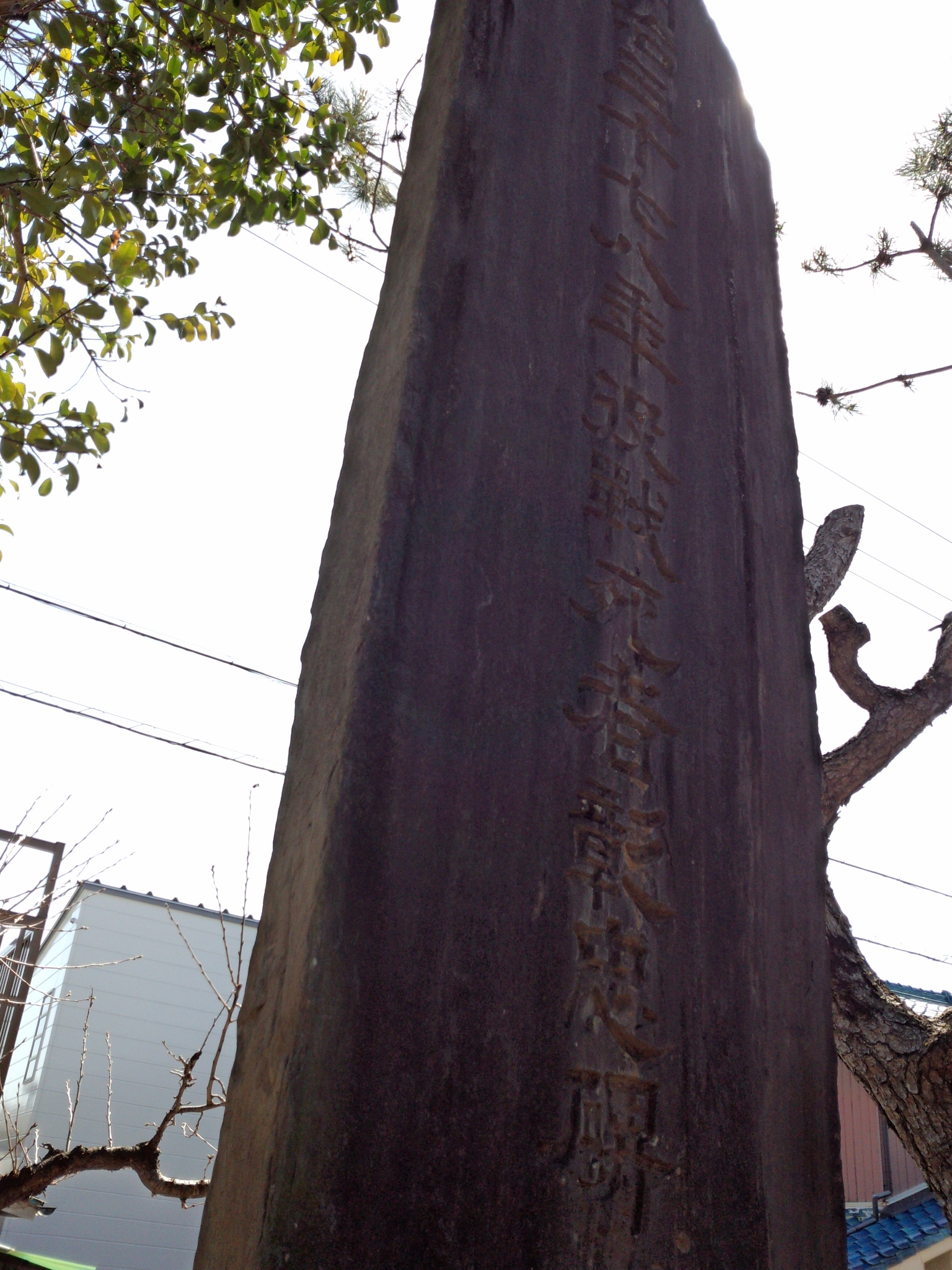
明治三十七八年（1904 - 1905年）日露戦争で戦死された富洲原村の7名の名前が裏面に刻まれている。

- 1908年（明治41年）- 伊藤平治郎が建設した平治郎橋が完成する。豊富町自治会の区域に劇場や芝居小屋の文化施設である豊富座ができる。
- 1910年（明治43年）- 男子青年団が結成される。在郷軍人会が発会される。
- 1916年（大正5年）- 富田一色港が改修工事がされる。
- 1928年（昭和3年）- 富田一色旭町が誕生する。
- 1930年（昭和5年）- 富洲原港が指定港湾となる。
- 1933年（昭和8年）- トラホーム洗眼所が開設される。生川平三郎によって富一水産が設立される。富田一色太子堂が建立される。
- 1941年（昭和16年）- 富洲原警防団が富田警防団と一本化されて四日市北警防団が結成される。
- 1945年（昭和20年）- 富田一色の漁船が知多半島沖で米軍艦載機の機銃掃射を受けて死者が出た。

### 戦後期
- 1958年（昭和33年）- 富田一色地蔵堂が建立される。
- 1959年（昭和34年）〜1963年（昭和33年）- 伊勢湾台風の襲来で甚大な被害があった。富田一色地区の死者は60名であった。水害と台風の災害対策のために高潮を防ぐ防波堤の工事と名四国道の工事が行われた。
- 1964年（昭和39年）- 四日市遠洋漁業基地が富田一色地先の建設された富双2丁目の埋め立て地が完成した[4]。
- 2000年（平成12年）9月11日 - 東海豪雨が発生した。富田一色を中心とする富田地区と富洲原地区は、ポンプ場がある富田地区の河川である十四川が氾濫して水があふれて富田地区と富洲原地区の民家は床上浸水と床下浸水をして東海豪雨の被害を受けた。

### 東海豪雨の発生
- 小川政人（おがわ まさと、1948年（昭和23年）4月7日生まれ - 令和5年に高齢により四日市市議会議員を引退する）は四日市市議会議員（平成21年5月15日から平成22年5月14日まで第73代四日市市議会議長）である。小川政人が正式名四日市市富田地区における十四川水害訴訟を提訴した。四日市市の富田地区にあるポンプ場の管理責任が悪かった人災であるとして四日市市と井上哲夫市長の東海豪雨の過失を追及する。水害被害の責任について井上市長は明確な説明をすべきとの考えであった[5]。
- 小川政人は津地方裁判所と名古屋高等裁判所に四日市市のポンプ場管理の過失を提訴した。四日市市富田地区の東海豪雨裁判である。しかし1審・2審とも敗訴する。裁判所の判決では、水門操作により午後2時20分に開門しなかったのは、契約上の善管注意義務違反としている[6]。小川政人は2000年（平成12年）に発生した東海豪雨以降の四日市市議会での質問を、全部東海豪雨関係の質問にした[7]。東海豪雨以降の四日市市議会において豪雨関係の質問を行ない、市長と市議会内で激しい論戦を繰り広げた[8][9][10][11][12][13][14]。

## 富田一色地区民のルーツ
富田地区（東富田村）をルーツとする富田一色に多い苗字
1. 伊藤家（富田・富洲原に多く分布）
2. 渡辺家（富田・富洲原に多く分布）
3. 鈴木家（富田・富洲原に多く分布）
4. 小川家（富田・富洲原に多く分布）

富田一色と周辺地区をルーツとする富田一色に多い苗字
1. 野呂家（富田一色特有の苗字）
2. 渡部家（富田一色特有の苗字）
3. 樋口家（富田一色特有の苗字）
4. 生川家（富田一色特有の苗字）

- 樋口家が富田一色地区に72軒。
- 鈴木家が富田一色地区に37軒。
- 伊藤家が富田一色地区に30軒。
- 渡部家が富田一色地区に26軒。
- 生川家が富田一色地区に26軒。
- 佐藤家が富田一色地区に17軒。
- 小川家が富田一色地区に14軒。
- 渡辺家が富田一色地区に10軒。
- 水谷家が富田一色地区に10軒。
- 野呂家が富田一色地区に9軒。
- 富田一色地区は、明治時代からの住民が多いが多くの人が他の地区（(1)富田の分家（分村）としての機能。(2)富田地区の支店としての機能。(3)富田から移住した人々が新しく開発した半島で東西富田村の新屋と呼ばれた土地としての機能）から移り住んできて人たちで形成された地区である。富田地区と富洲原地区に多い苗字の伊藤家・渡辺家・鈴木家・小川家は富田地区から移住してきた一族である。生川家は富田一色生川家と富田生川家の2つの生川家があり富田一色地区から富田地区に移住する形で進出した一族である。野呂家は野呂昭彦三重県知事を輩出した松阪野呂家・津野呂家・四日市野呂家など三重県特有の苗字で、四日市市内では富田一色地区と下野地区に野呂姓が多くて下野地区から移住してきた一族である。樋口家は保々地区に多い遠い親戚の保々樋口家と四日市に各地に移住した親戚の樋口家がいて、渡部家は富田一色地区から天ヶ須賀に移住した一族がいる。富洲原地区の保守地盤で高齢化地域である。元号使用文化や専業主婦思想など保守文化が強い地域とされる。工業品の運搬のために、富田一色港が手狭となり、1930年代（昭和一桁期）の昭和5年から昭和7年までの期間に塩役運河の改修が実施された。水谷家は三重郡川越町高松村や桑名市から移住してきた一族で水谷家は江戸時代に富田一色村と松原村の庄屋だった家柄で、江戸時代の富田一色村の庄屋は松原村と同じ水谷順次郎であった。富田一色地区民のルーツは、富田地区の古い寺の古文書で知ることができる。富田地区の東富田村からの移住者が多いため、「富田」の名称が命名されて富田の分家や富田の支店や富田の新屋の新しい家として富田一色と命名された。また、富田六郷の東富田村と西富田村の分村である富田の「居敷」が「富田一色」のもとの意味で、渡辺家や伊藤家などの先祖の人たちが「富田」から移住して形成された集落である。富田一色の「一色」という地名は、新しく開拓された土地に命名される名称で、古くはない土地である。富田一色地区の龍泉寺の記録によると、室町時代後期には、小集落ができていた。三重郡や四日市市には、「三重郡川越町の豊田一色」「四日市市橋北地区の浜一色」と「一色」の付く地名がある[15]。

## 各町の形成

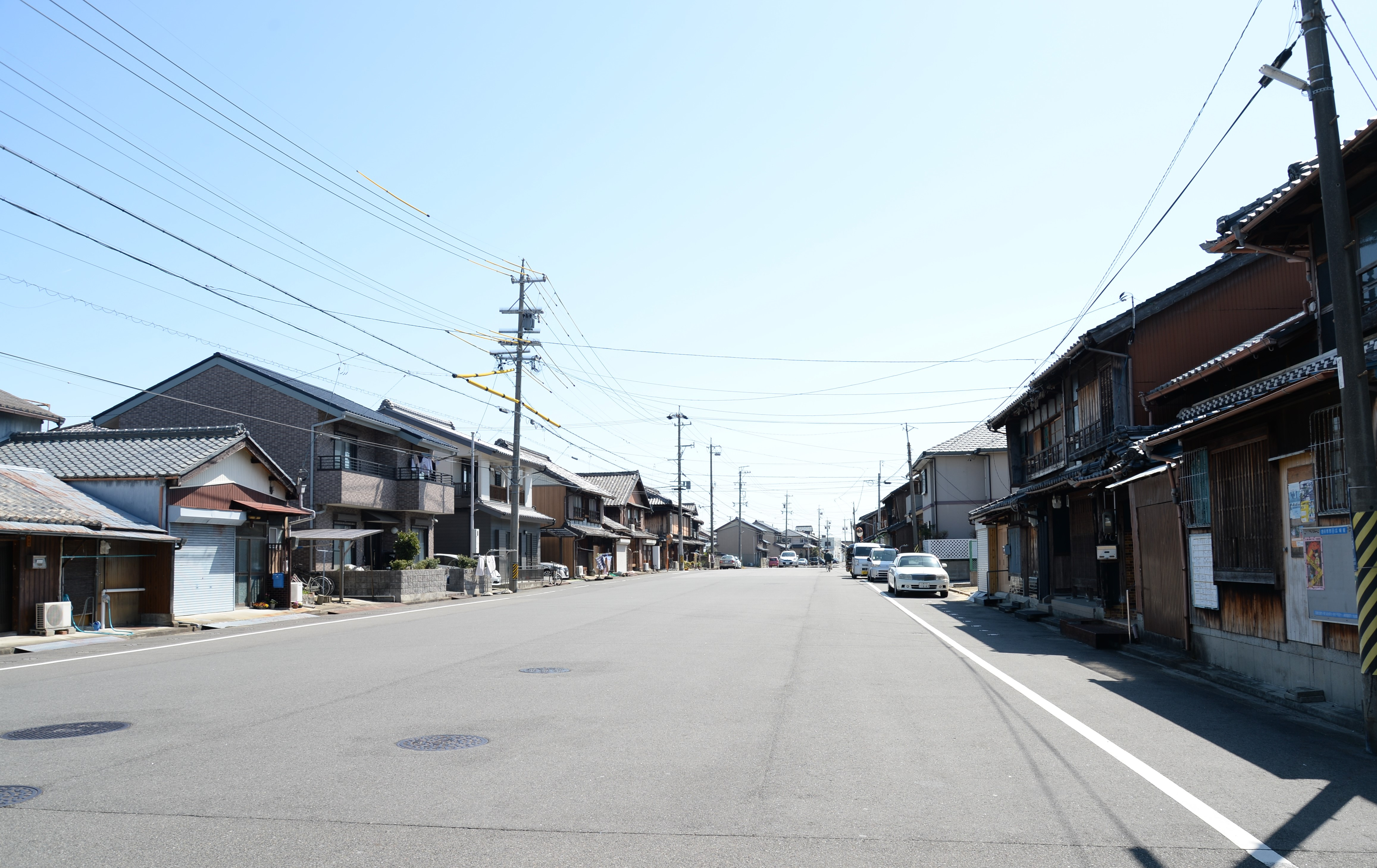
広小路大通り

- 江戸時代には、寛永年間と安政年間の2回大火（富田一色大火）があり大きな被害があった。山ノ神町を取り壊して広小路大通りを整備し町割りで冨田一色広小路町大通りの広小路自治会を創設した。町割りで付けられた各町名は富田一色地区の自治会や学校内での町別児童会の名称として使用されていた。東から西へ行く南北の20通りと各19自治会があり、北から南へ行く東西の通りは通称西横町通り・中横町通り・浜横町通りの3つの通りがある。大火復興後の富田一色は北は北町から、南は南町か境町の小集落であった。1714年（正徳4年）に中町・北條・南條の名前が記されて、続いて本町・寺町・八間家・山ノ神町が現れる。八間家は現在の八軒町であるが、山ノ神町は現在の広小路であって、広小路という名称は、40年ほど後の1770年（明和7年）から使用された。
- 1775年（安政4年）に七軒町が創設された。
- 1778年（天明7年）に港町が創設された。
- 1822年（文政11年）に大黒町と戎町（蛭子町自治会）が創設された。
- 1834年（天保5年）に十軒町が創設されて、翌年の1835年（天保6年）に布袋町と改称する。
- 1850年（嘉永3年）南條新長屋が創設されて、1869年（明治2年）に弁天町に改称する。
- 1901年（明治34年）に江戸町が創設された。
- 1914年（大正3年）に豊富町が形成される。
- 1928年（昭和3年）旭町が形成された[16]。
- 明治初期まで、豊富町や江戸町の中の横町の東は、文蔵の花畑といって、当時布袋町の中の横町の西側にあった小川文蔵（質屋）の花畑であった。一色の南端、今の太子堂一帯は富田一色の火葬場、すなわち三昧で、墓などがたくさんあって、非常に淋しく気味と悪い所であった。現在でも死者の霊の祟りを恐れて、松の大樹が刈られずに道路に存在する、その南側は、一色の塩役運河の堀川に続く掘り割りで、富田との境界になっていて、一色から富田で行くには、西の横町に続く細い橋を渡っていた。橋のたもとには石灰小屋があり、渡った所には富田に進栄軒があった。江戸時代には、朝明郡所属の富田六郷富田一色村で桑名藩領であった。塩役運河沿いに富田一色港が築かれて廻船問屋も多かった。東海道五十三次（東海道富田の立場）付近で富田一色は八風街道に起点で、陸の交通と海の交通の便もよかった。

## 近代史
明治時代には、漁村として漁師が多く鰹節削り・マグロ・遠洋漁業など水産業がさかんになり富田一色漁港と天ヶ須賀漁港を統合した富洲原港がある。初代平田佐次郎が創業した平田紡績などの製網産業が盛んとなり干魚や塩魚、時雨蛤を売る行商も多くいた。漁師町らしく激しい性格の人が多くて近隣地域の人々が恐れるくらい喧嘩に強い。江戸時代に八風街道を起点する海運橋が架けられて、明治時代末期には、富田一色地区を繁栄させようと塩役運河沿いに伊藤平治郎が財政面の苦難や富田一色北条の北部住民の反対の末に平治郎橋を架けた。大正時代から昭和時代には、東洋紡績富田工場や平田紡績の操業で、繊維業が盛んになった。富洲原から四日市港に繊維製品を運搬するために富田一色港や付近を流れる塩役運河が改修された。戦後の1959年（昭和34年）には伊勢湾台風時には、甚大な被害に見舞われた。富田一色に架かる海運橋には、伊勢湾台風の潮位を示したものが建設された、富田一色緑地公園には慰霊碑が建立されている。毎年お盆には、勇壮な「富田一色けんか祭」が開催される。1926年（大正15年）に三重郡富洲原町の役場が、富田一色の富洲原尋常高等小学校（四日市市立富洲原小学校）の東隣に移転する。1929年（昭和4年）に伊藤平治郎の尽力で上水道が完成する。1959年（昭和34年）に伊勢湾台風の襲来で、富田一色の松ヶ浦海岸の堤防が決壊して、被害が甚大となる。1964年（昭和39年）に名四国道が開通する。

## 人口減少
- 富田一色地区は三重郡富洲原町時代と戦後期の地区人口約6000人から平成期に地区人口が約2000人に人口が減少して高齢化が進行して衰退している。
- 現在の富田一色地区は以下の理由で人口が減少して高齢化が進行して衰退している。
- 富田一色地区は伊勢湾台風など深刻な水害の問題があった。地理的条件から水害が理由で富田一色の人口が減少した。富田一色地区は伊勢湾台風などの水害の被害にあった。水害からの避難と若者が親と同居しない事を要因とする過密状態から過疎へ大転換するドーナツ化現象が発生した。
- 家制度が戦後になって崩壊して、親と同居しなくなる富田一色地区の若者が郊外の四日市市西部の新興団地に引っ越したことで6000人いた富田一色地区の人口が流出して若者の人口が減少した。社会学や家族制度の問題や都市問題として大日本帝国の戦前の時期まであった家制度が戦後の核家族化で崩壊して、富田一色地区で当たり前であった親と同居する制度が崩壊した。昭和40年代から富田一色地区の若者が以下の地域に流出した。

1. 郊外の四日市市西部の新興団地
2. 近隣の三重郡川越町
3. 近隣の三重郡朝日町
4. 鈴鹿山脈沿いの三重郡菰野町
5. 鈴鹿市
6. 都市部の東京都など首都圏の周辺地域
7. 名古屋市を中心とする愛知県の周辺地域
8. その他の都道府県

- これらの地域に引っ越した事で6000人もいた富田一色地区の人口が他地域に流出して若者を中心に富田一色地区人口が減少した。若者が減少した結果として、富田一色地区は高齢の親の老人のみとなった。
- 富田一色漁港で行われていた伊勢湾の漁業（水産業）が衰退して地場産業が崩壊してサラリーマンにならざるを得なくなった事情もある。
- 平田紡績などの漁網や東洋紡績富田工場など富洲原の繊維産業が衰退した事情もある。
- 富田一色地区が下町の住宅密集地であり、駐車場が不足している問題などの土地問題があり、若者が富田一色地区を敬遠するようになり、四日市市西部の新興団地や、四日市市外や三重県外へ若者が移住をした。また富田一色地区の少子高齢化が進んで、人口が2000人まで減少して富田一色地区が衰退をしている。

## 富双
富洲原地区の富田一色町から東富田町地先の四日市市が所有していた公有の水面が埋立てられて、1968年（昭和43年）に完成した新しい町である。マグロや干物関係の食堂及びレストランや大遠冷蔵など遠洋漁業の基地や水産加工会社がある。地名の由来は、富洲原地区から富田地区の2地区にまたがることから、富を二つとって双子の意味から「双子の富田」の富双と名付けられた。四日市港管理組合が1999年（平成11年）から整備を進めてきた「海の見える公園」とした富双緑地が2007年（平成19年）3月に完成した。国道23号の名四国道を横断した場所にあり、四日市港の駐車施設がある。四日市花火大会と釣りのスポットである。

## 松ヶ浦海水浴場
現在の四日市市富双。松の木が美しく、景勝地として知られた松ヶ浦海水浴場も人気の海水浴場だった。時折り地引網を引く姿も見られた。

## 産業（魚問屋・製網・漁業）
魚問屋
- 富田一色地区は漁業が盛んだった村落で江戸時代の古い時期から魚問屋があり富田一色の寺町の中横町通りに創設された伊藤氏の最初の魚問屋があった。
- 初代渡部与助問屋は二代目渡部与助が後継者になるなど代々渡部家が渡部与助を襲名して富田一色渡部家が富田一色寺町の中横町通りに魚問屋を開業していた。
- 江戸時代は魚問屋の発展と円滑な取引のために、宝進社・宝積社・豊富講など20名から30名で組織される講が結成された。1917年（大正6年）に富田一色鈴木家の鈴木源八問屋が開業して、1924年（大正13年）から1925年（大正14年）の大正時代末期に富田一色小川家の小川松次郎問屋が開業した[19]。

製網
- 漁業の盛んな富田一色村と天ヶ須賀村と農業が盛んな松原村と天ヶ須賀村の農村と漁村で成立した富洲原地区は、近代化した明治時代になって新たに初代平田佐次郎の経営する平田紡績の麻網の麻を加工したり、「つづね」に撚をかけたり、手すき網を製造する仕事が誕生した[20]。明治30年代に綿糸漁網が普及した事で、本目網機が完成したが幼稚な機械であり、手すき網の内職加工業が行われていた。1900年（明治33年）に製網機が完成して手すき網の内職は減少したが女子の大半は四日市市立富洲原小学校（三重郡富洲原村立富洲原尋常高等小学校）を卒業した後に平田家の平田製網株式会社や伊藤勘作が経営する網勘製網株式会社の女工となって家計を助けた[21]。

漁業
- 漁師は、春はこうなご漁、秋はひしこ漁、冬は白魚漁をしていた。

## 各町の由来
- 山の神町 - 飛鳥神社の神々が由来である。
- 広小路町 - 広い通りの意味である。南北に南町自治会と北町自治会が命名された。
- 中町 - 本町と広小路町の中間の意味である。
- 新町 - 新たに作られた町の意味である。
- 寺町 - 寺へ続く街道沿いが由来である。
- 港町 - 以前は海だったことを示す事を意味する[22]。

## 提灯櫓
富田一色けんか祭の際に各町毎に提灯櫓が建立される。中横町と呼ばれる南北の道路に、東西の町並み毎に、各町思い思いの絵柄の提灯が飾られて、夜間には灯が点火して、中横町には夜店が出店される。
豊富町第1区自治会
絵柄は賤ヶ岳の七本槍の武者絵である。左から加藤清正・脇坂安治・片桐且元・加藤嘉明・平野長泰・福島正則・糟屋武則の順番である。
豊富町第2区自治会
絵柄は太閤記の場面で (1)朝鮮出兵、(2)矢作川での日吉丸と蜂須賀小六との出会い、(3)織田信長の草履を取る藤吉郎、(4)桶狭間の戦いが描かれている。
江戸町自治会
絵柄に (1)六歌仙 (2)三蹟で柳に飛び付く蛙を眺める小野道風の姿が見える。
弁天自治会
提灯櫓は忠臣蔵の絵柄である。(1)炭蔵の前での大石内蔵之助と吉良上野介、(2)雪の吉良邸庭園における清水一学の二刀流、(3)赤垣源蔵徳利の別れ、(4)神崎与五郎堪忍の図、(5)村上喜剣と大石内蔵助、(6)赤穂城の明け渡し、(7)松の廊下の刃傷事件の芝居の絵柄がある。
布袋町自治会
町名が示す通り提灯櫓は七福神の絵柄である。(1)大黒天、(2)蛭子、(3)毘沙門、(4)弁財天、(5)福禄天、(6)寿老人、(7)布袋の順番である。
大黒町自治会
珍しい絵柄で平安時代の武者絵である。(1)源頼光 (2)坂田金時 (3)平井保昌 (4)卜部兼方などの絵柄がある。
蛭子町自治会
平安時代 - 鎌倉時代 - 南北朝時代にかけての有名な武将の絵柄がある。(1)那須与一 (2)梶原景時 (3)坂上田村麻呂 (4)楠木正成の湊川の戦いなどがあり、珍しい趣向である。
八軒町自治会
提灯櫓の位置は他の東富田町の自治会のように中横町に沿わず、国道1号線に面して建立されている。絵柄は賤ヶ岳の七本槍の武者絵である。左から加藤清正・脇坂安治・片桐且元・加藤嘉明・平野長泰・福島正則・糟屋武則の順番である。
堺町自治会
絵柄はめでたい花木である。(1)真ん中が牡丹、(2)左右に梅に鶯、(3)松に鶴、(4)桜、(5)菊、(6)あやめ、(7)紅梅の順番にある。
南町自治会
絵柄はめでたい花木である。(1)真ん中が牡丹、(2)左右に梅に鶯、(3)松に鶴、(4)桜、(5)菊、(6)あやめ、(7)紅梅の順番にある。
新町自治会
絵柄は日本の神代時代の神話が描かれている。(1)神武天皇の弓の先に止まった金色の鳶、(2)大日本帝国の武勲著しい将兵に金鳶勲章授与、(3)大国主命、(4)戦前の国定教科書掲載の因幡の白兎、(5)国譲りの登場する神話の国引、(6)天孫降臨の猿田彦神、(7)天照大御神の岩戸隠れ
寺町自治会
絵柄か鎌倉初期の武者絵である。(1)源頼朝、(2)朝比奈三郎、(3)曽我五郎十郎、(4)畠山重忠、(5)佐々木四郎高綱の順番である。
広小路町自治会
その名の示す通り大通りで飛鳥神社正面の町である。したがって提灯櫓の大きく提灯の数も9個ある。絵柄は神社の正面らしく新町に類似する神代時代の物語である。
中町自治会
絵柄は神話と上古の物語である。東より (1)天の岩戸 (2)素佐之男尊 (3)天孫降臨 (4)猿田彦古命 (5)神武天皇 (6)神功皇后 (7)仁徳天皇の順番である。
七軒本町自治会
富田一色本町自治会の本町通りと、七軒の民家があった事が由来の七軒町自治会の七軒町通りが合併して、通称七本町の七軒本町自治会となった。絵柄は広小路町自治会と新町自治会に似て神話だが、女装した日本武尊が描かれている。
北町自治会
絵柄は神代・平安時代・鎌倉時代・戦国時代の広い時代の逸話で蛭子町に似て、(1)八幡太郎源義家が雁の乱れに伏兵を知る図、(2)加藤清正の朝鮮蔚山城の籠城、(3)明智左馬介が騎馬にて湖水を渡る姿、(4)新田義貞の矢口の渡がある。
港町自治会
絵柄は建武中興で大半が楠公父子の物語である。
旭町自治会
絵柄は実録以外の仮名手本忠臣蔵である。(1)塩谷判官 (2)照手姫 (3)3段目の早野勘平など芝居歌舞伎で御馴染みの絵柄である。

## 名所・旧跡

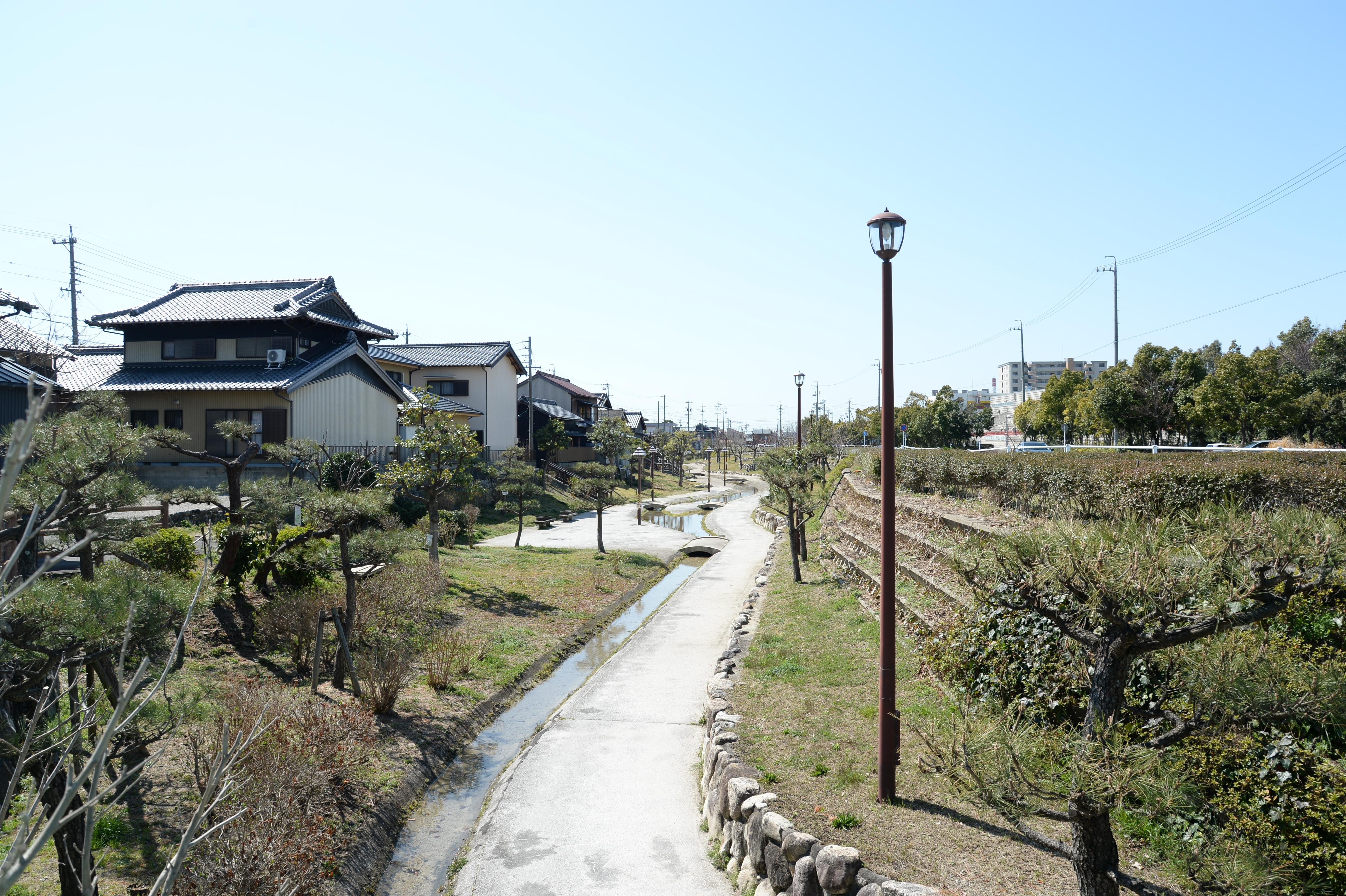
水と緑のせせらぎ広場
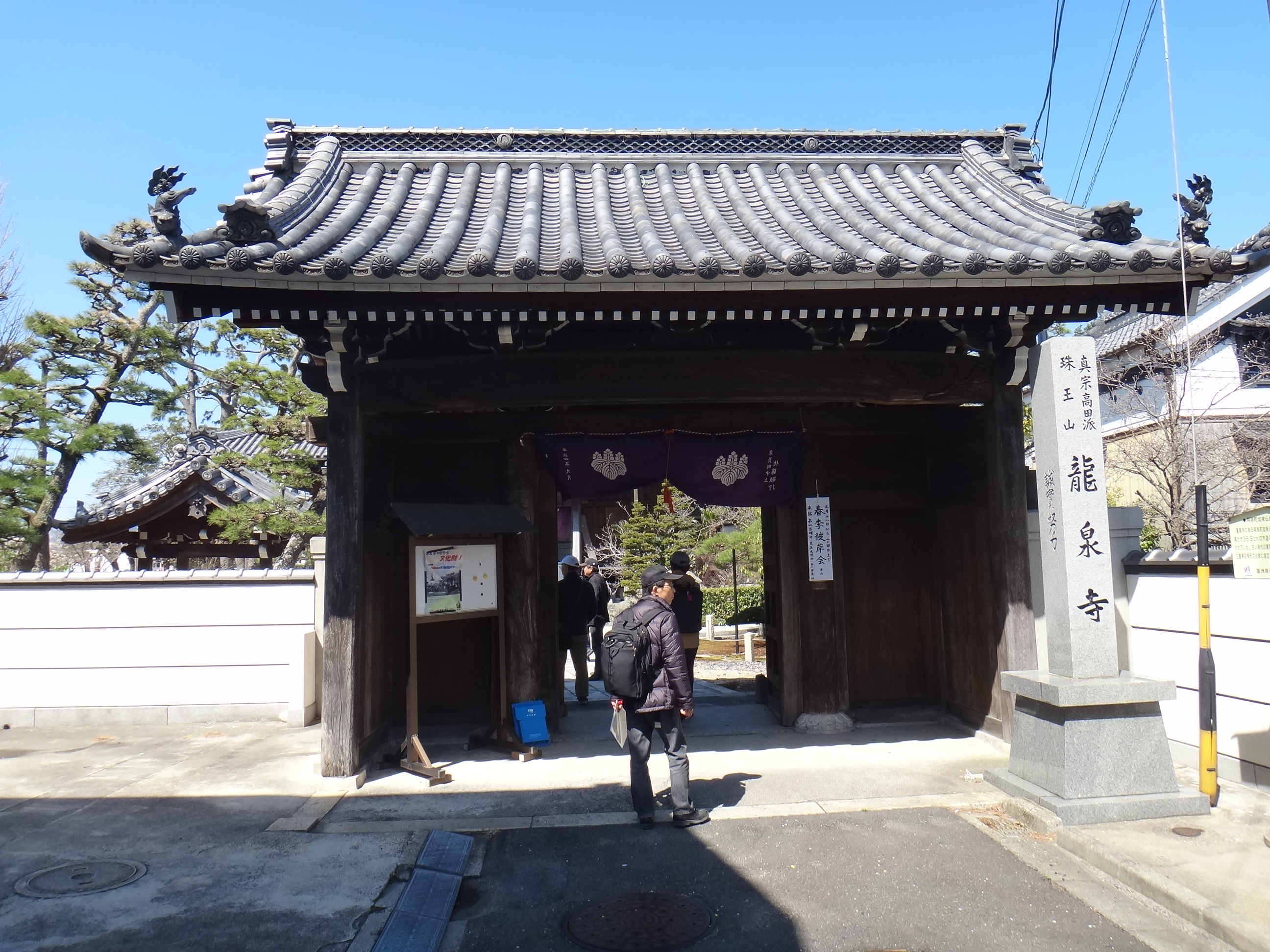
龍泉寺
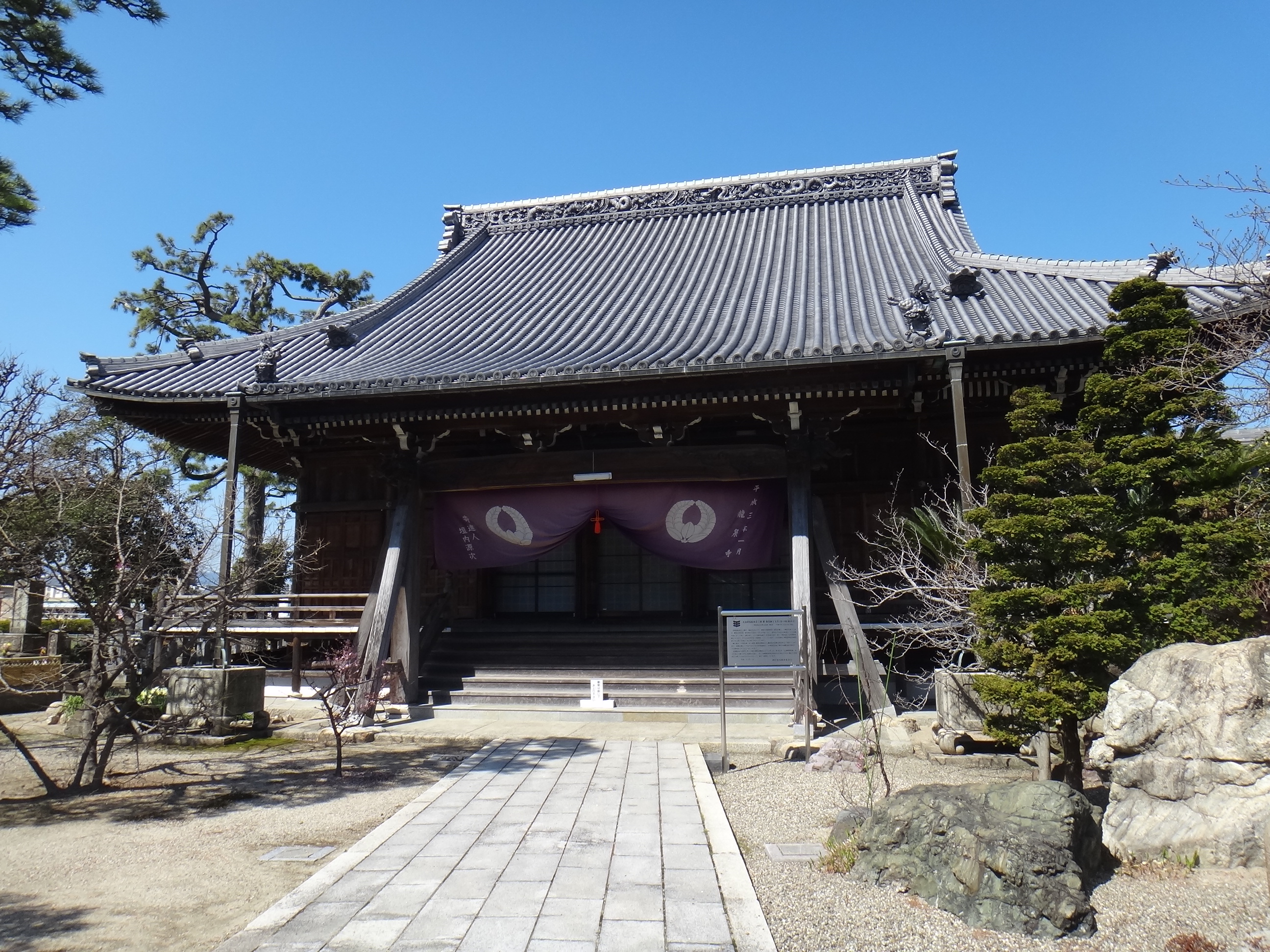
飛鳥神社
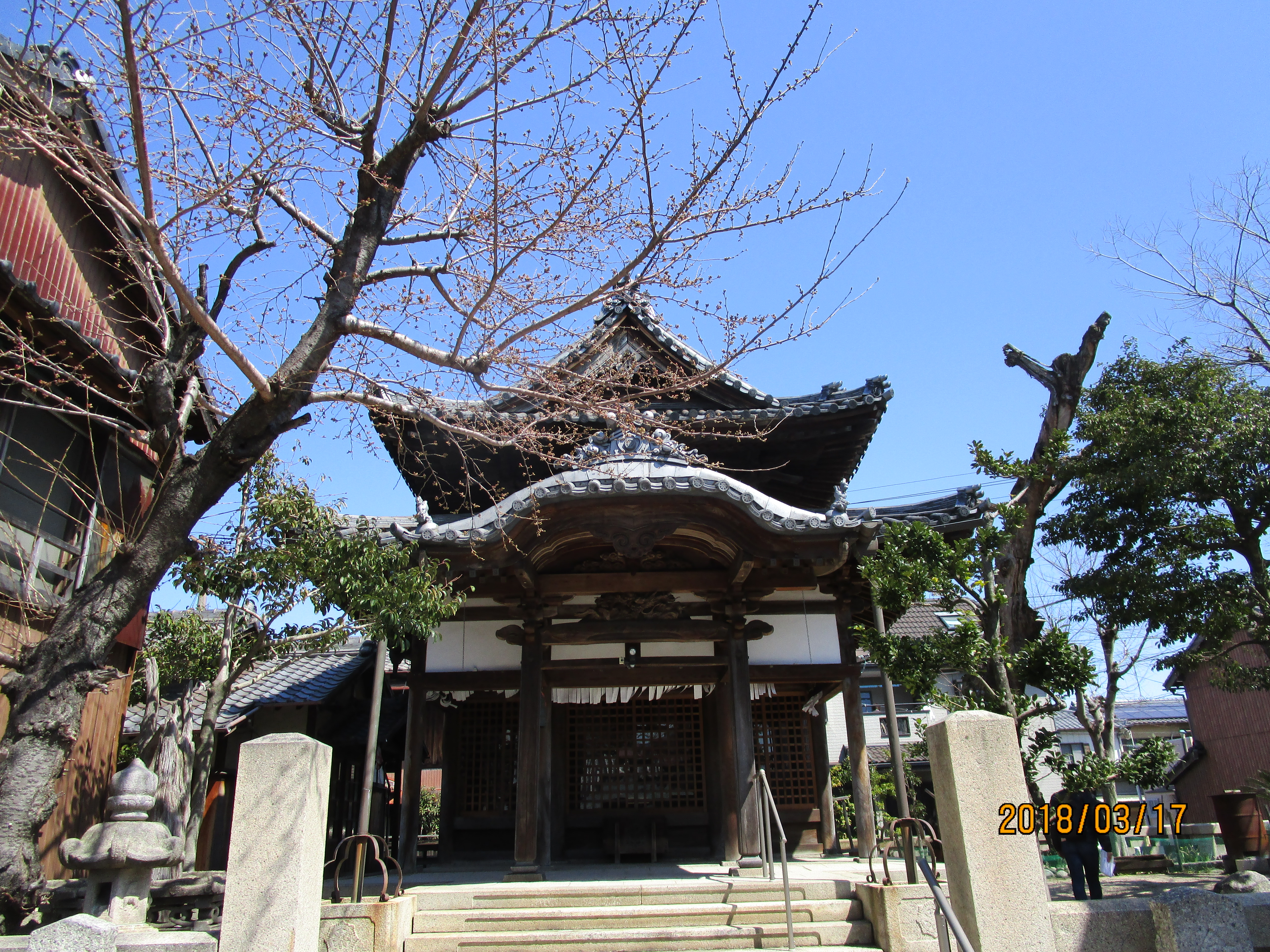
観浄寺
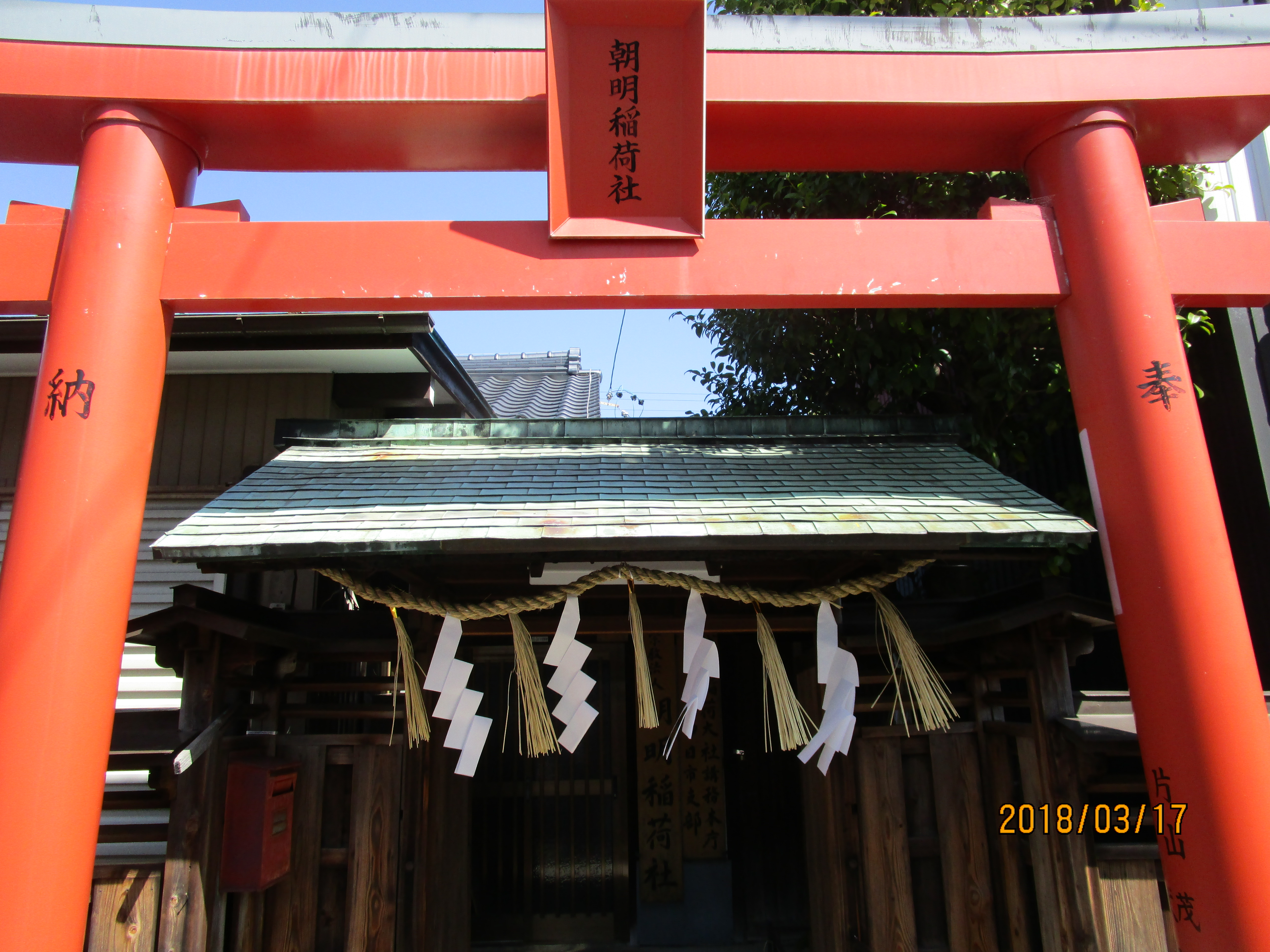
朝明稲荷
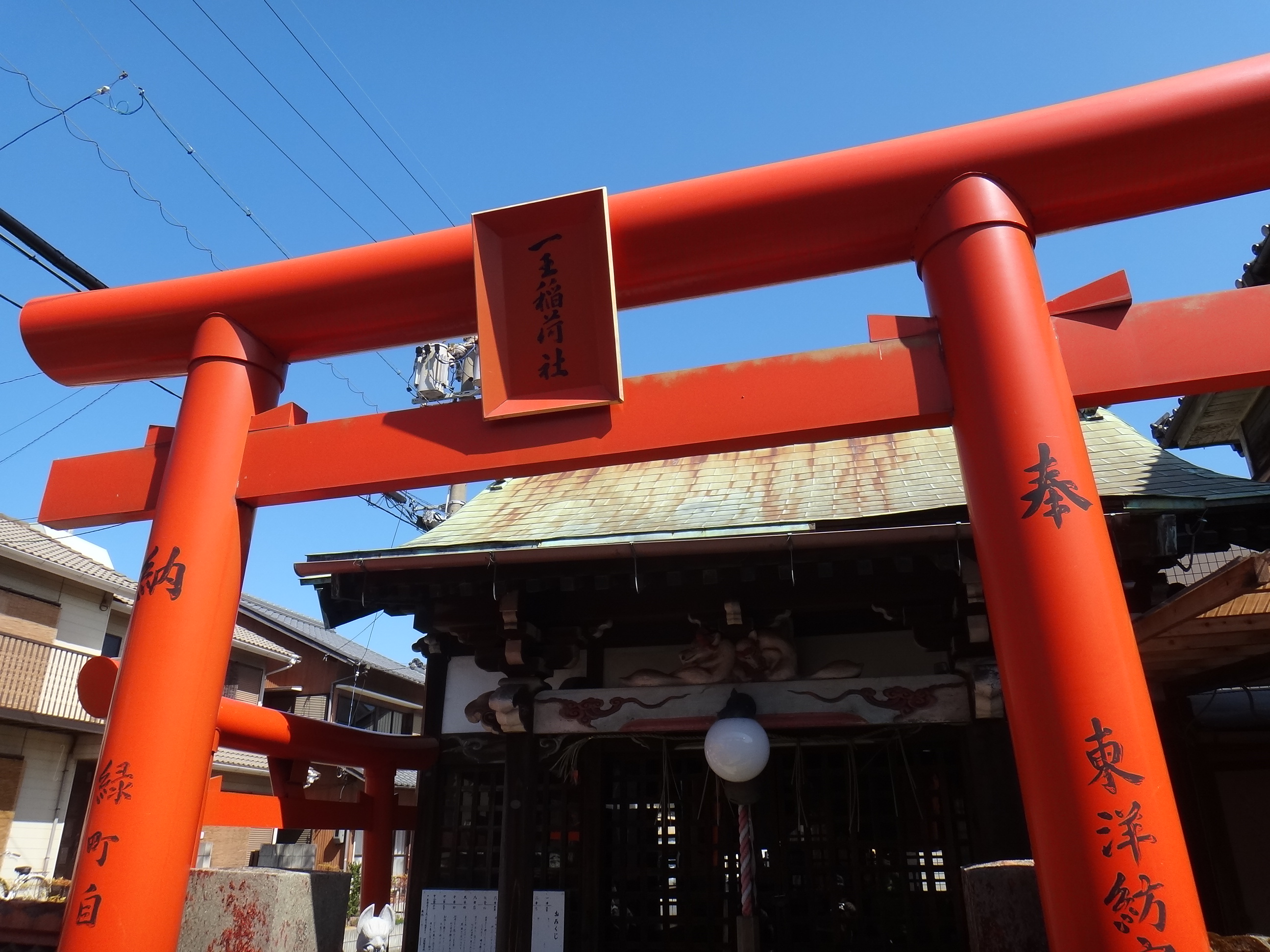
朝明稲荷
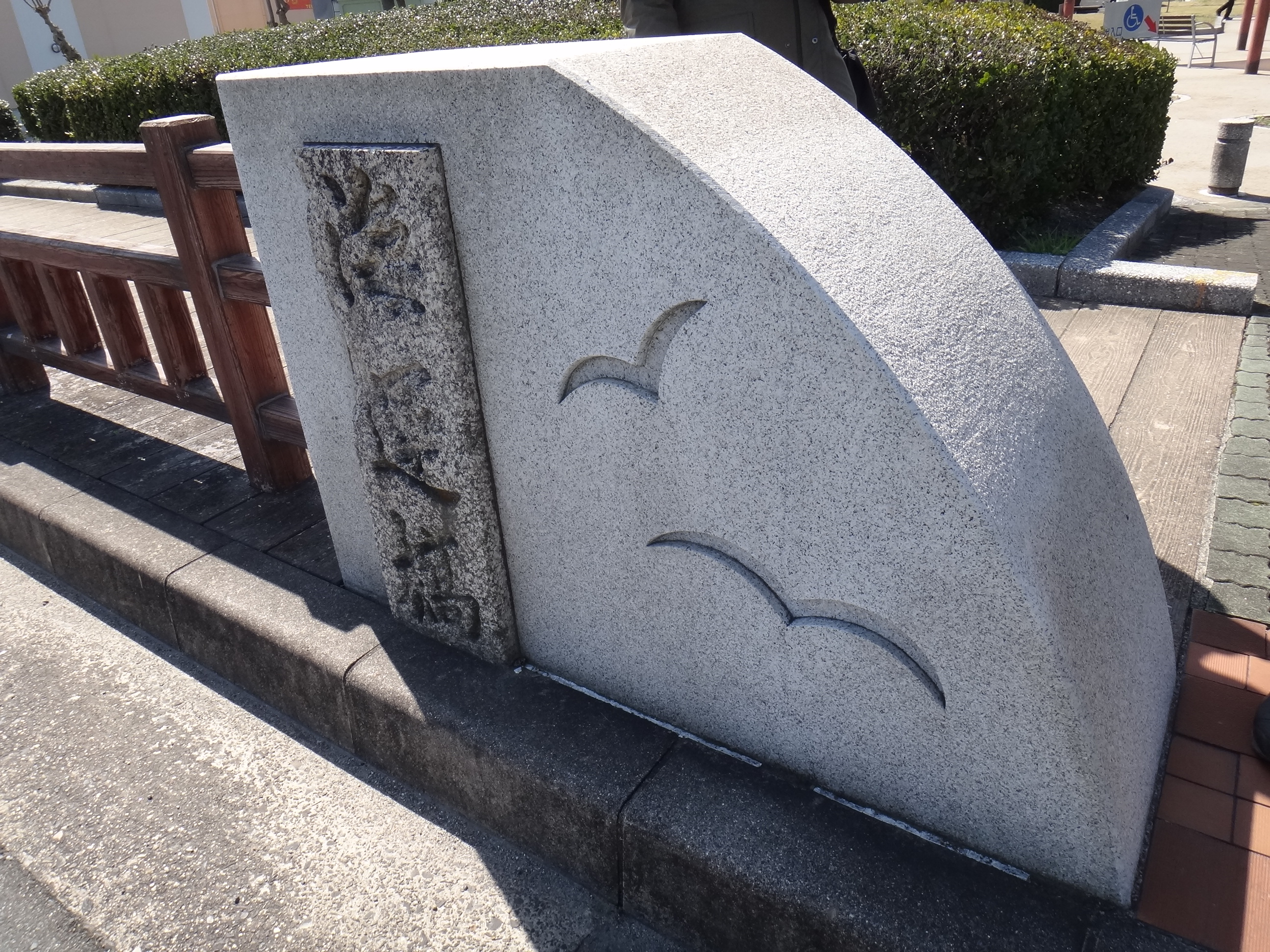
海運橋
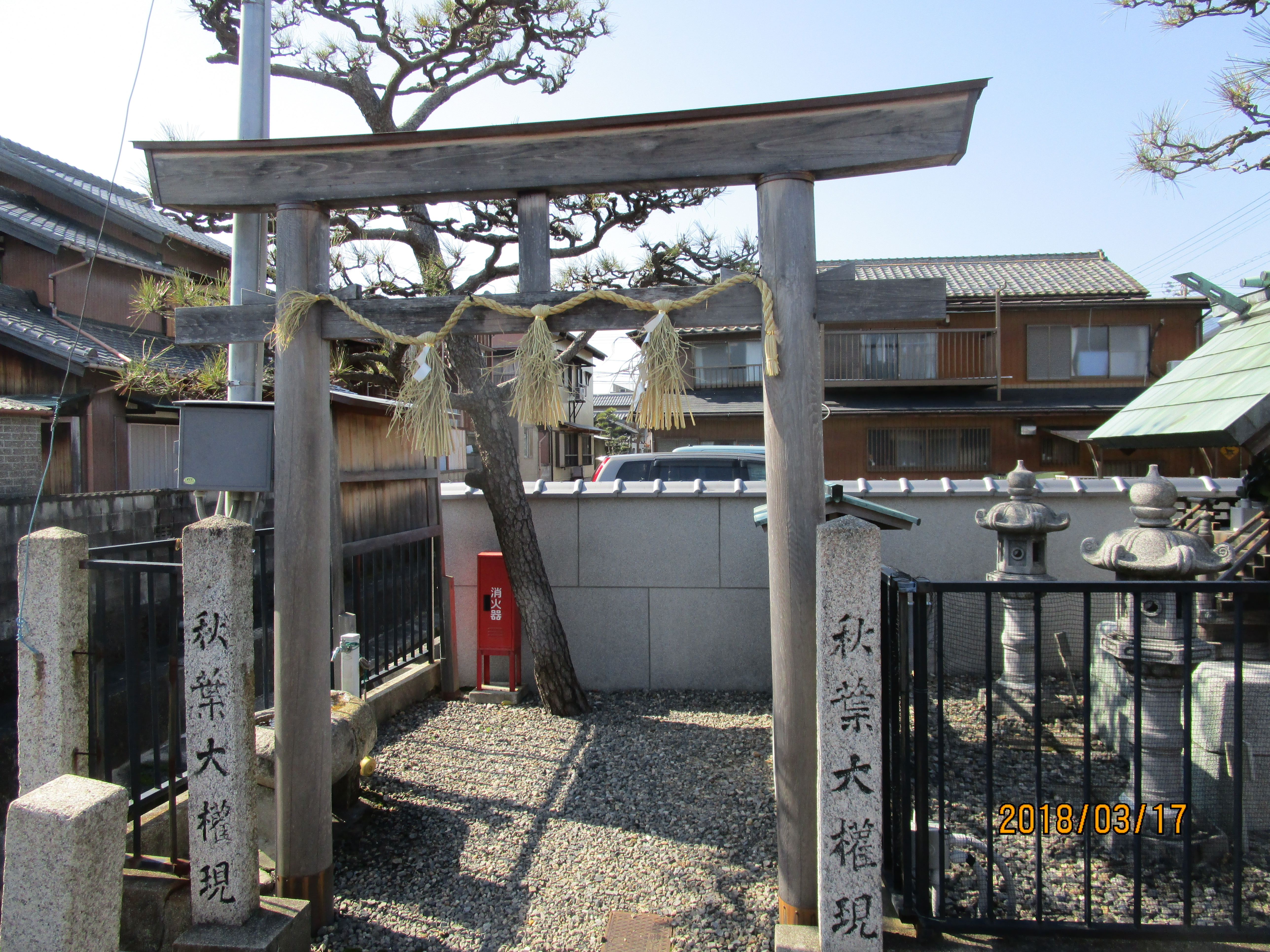
秋葉神社

- 水と緑のせせらぎ広場
- 龍泉寺山門
- 龍泉寺本堂
- 観浄寺
- 朝明稲荷神社
- 朝明稲荷
- 海運橋
- 秋葉神社